# 3720 Hokkaido
3720 Hokkaido (1987 UR1) là một tiểu hành tinh vành đai chính được phát hiện ngày 28 tháng 10 năm 1987 bởi Seiji Ueda và Hiroshi Kaneda ở Kushiro.